# Fly International Luxurious Art
Fly International Luxurious Art – szósty album studyjny amerykańskiego rapera Raekwona, członka Wu-Tang Clan wydany 28 kwietnia 2015 roku nakładem wytwórni Ice H2O Records oraz EMI. Sesja nagraniowa miała miejsce w latach 2012–2015 głównie w Nowym Jorku. Za warstwę muzyczną albumu odpowiada między innymi Jerry Wonda, Scram Jones oraz Scoop DeVille, a gościnnie na płycie pojawili się Ghostface Killah, A$AP Rocky, Busta Rhymes, French Montana, Snoop Dogg, 2 Chainz, Rick Ross i Estelle.

## Lista utworów
| Nr  | Tytuł utworu                                                  | Producent        | Długość |
| --- | ------------------------------------------------------------- | ---------------- | ------- |
| 1.  | „Intro”                                                       | Jerry Wonda      | 1:09    |
| 2.  | „4 in the Morning” (gościnnie Ghostface Killah)               | Scram Jones      | 3:21    |
| 3.  | „I Got Money” (gościnnie A$AP Rocky)                          | S1               | 3:21    |
| 4.  | „Wall to Wall” (gościnnie French Montana oraz Busta Rhymes)   | She da God, Snaz | 5:02    |
| 5.  | „Heated Nights”                                               | Frank G          | 3:02    |
| 6.  | „F.I.L.A. World” (gościnnie 2 Chainz)                         | Scram Jones      | 4:21    |
| 7.  | „1,2, 1,2” (gościnnie Snoop Dogg)                             | Scoop DeVille    | 3:20    |
| 8.  | „Live to Die”                                                 | S1               | 3:12    |
| 9.  | „Soundboy Kill It” (gościnnie Melanie Fiona oraz Assassin)    | Jerry Wonda      | 3:07    |
| 10. | „Revory (Wraith)” (gościnnie Ghostface Killah oraz Rick Ross) | Bluerocks        | 3:24    |
| 11. | „All About You” (gościnnie Estelle)                           | Jerry Wonda      | 3:25    |
| 12. | „Nautilus”                                                    | Scram Jones      | 2:39    |
| 13. | „Worst Enemy” (gościnnie Liz Rodrigues)                       | Matthew Burnett  | 3:43    |
|     |                                                               |                  | 43:06   |